# La Descente de croix (Le Tintoret)
Pour les articles homonymes, voir La Descente de croix.
La Descente de croix est un tableau réalisé par le peintre italien Le Tintoret en 1556-1558. Cette huile sur toile est une peinture chrétienne qui représente la Descente de croix. L'œuvre est conservée au musée des Beaux-Arts de Caen, une autre version existant au musée des Beaux-Arts de Strasbourg, également en France.

## Galerie

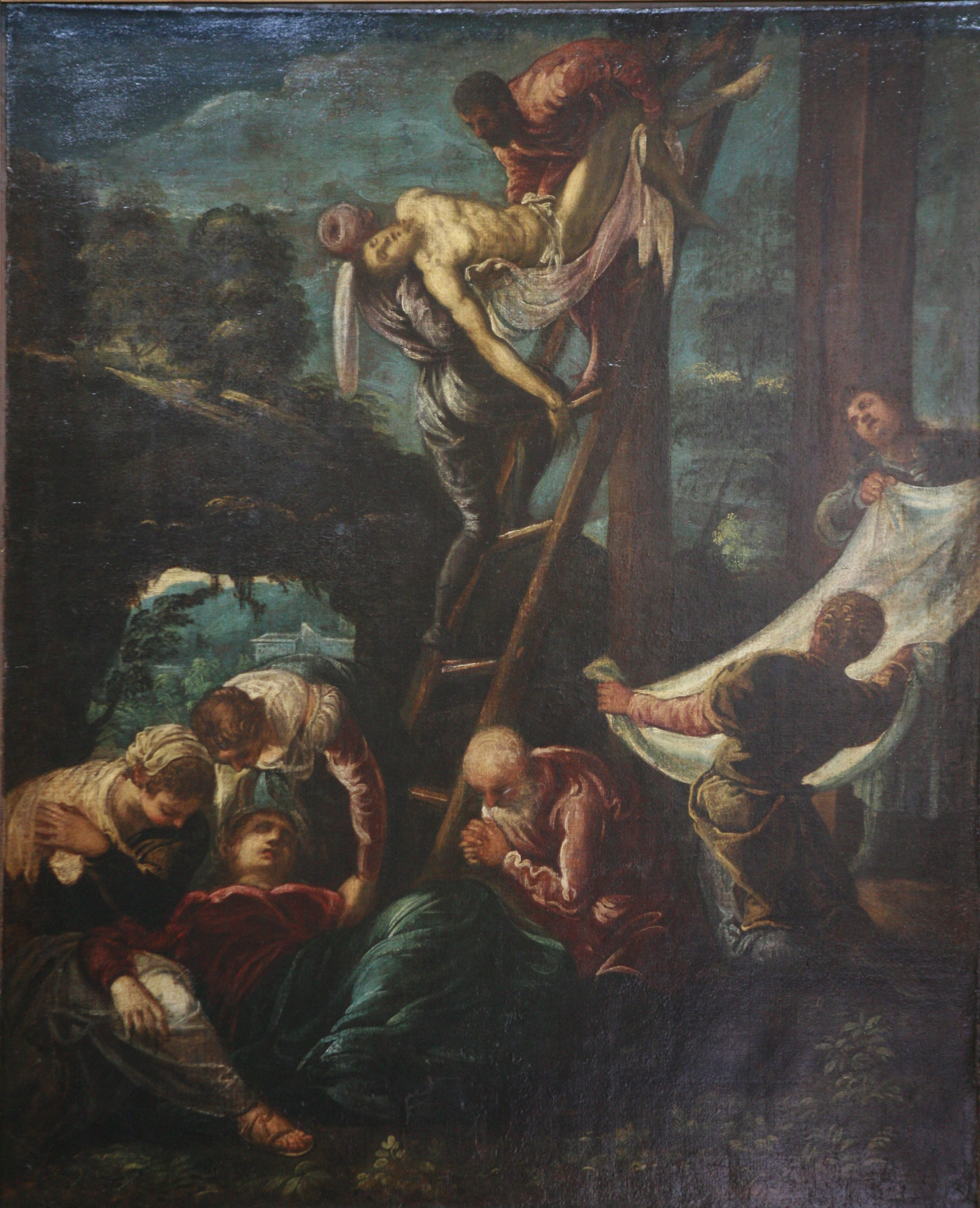
Version du musée des Beaux-Arts de Strasbourg.